# Parafia Przemienienia Pańskiego w Końskiem
Parafia Przemienienia Pańskiego w Końskiem − parafia rzymskokatolicka, znajdująca się w archidiecezji przemyskiej, w dekanacie Grabownica. 

## Historia
W 1939 roku w Końskiem zbudowano kaplicę mszalną pw. św. Andrzeja Boboli, w której odprawiano niedzielne msze święte. 21 lipca 1945 roku dekretem bpa Franciszka Bardy, a potwierdzonego 30 stycznia 1946 roku, została erygowana ekspozytura w  z wydzielonego terytorium parafii Dydnia. W 1947 roku na kościół parafialny zaadaptowano dawną cerkiew.
Na terenie parafii jest 880 wiernych (w tym: Końskie – 460, Witryłów – 420).
Proboszczowie parafii:
1947–?. ks. Franciszek Kość (ekspozyt)
?–1963. ks. Ludwik Karaś (ekspozyt).
1963–1966. ks. Adolf Mroczek (ekspozyt).
1966–2002. ks. kan. Jan Mierzwa (ekspozyt).
2002– nadal ks. Andrzej Pilch.

## Kościół filialny
W 1982 roku w Witryłowie rozpoczęto remont dawnej cerkwi, którą zaadaptowano na kościół filialny. 2 lipca 1983 roku bp Ignacy Tokarczuk poświęcił kościół pw. Matki Bożej Nieustającej Pomocy.

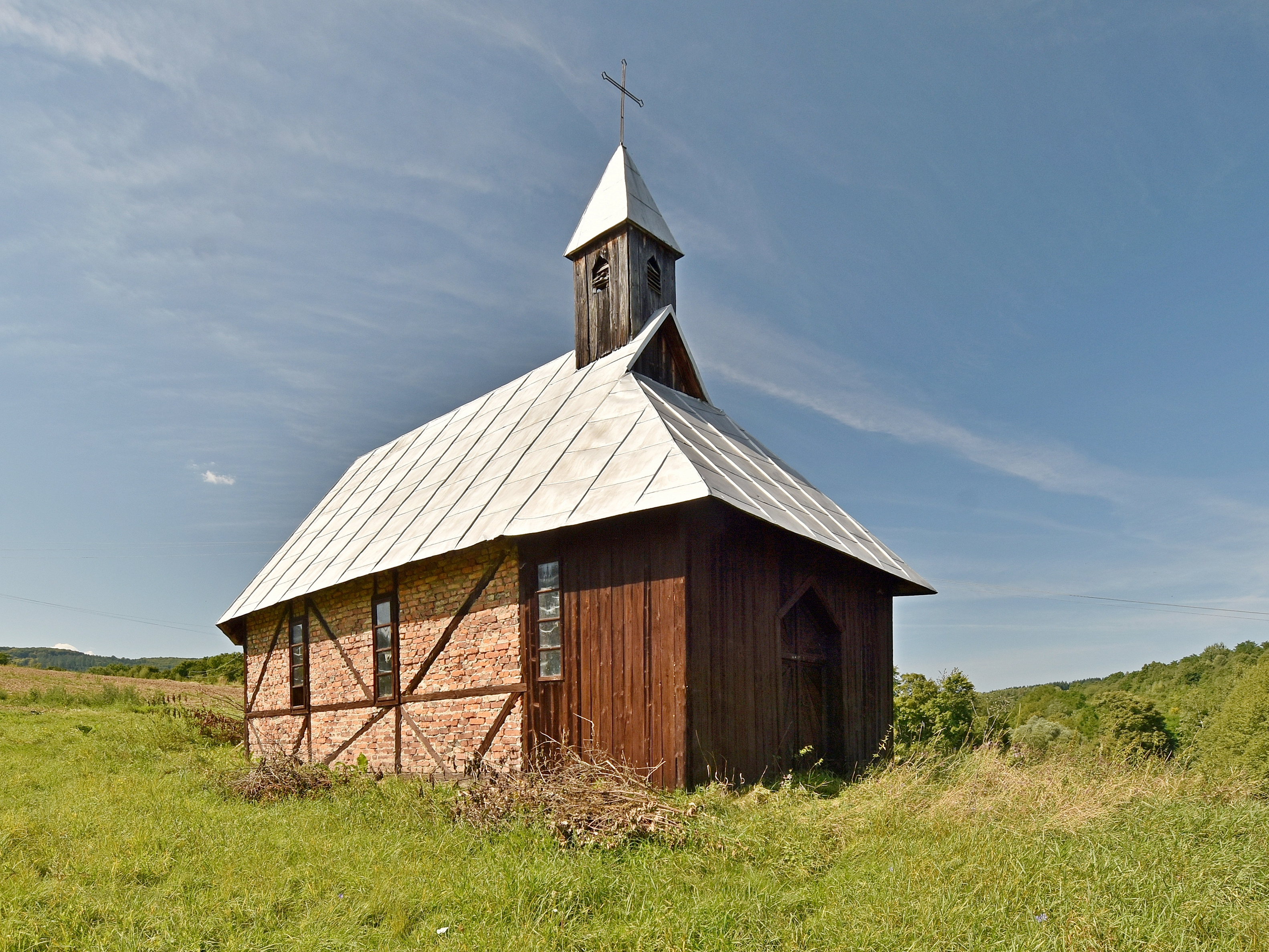
Kaplica pw. św. Andrzeja Boboli w Końskiem

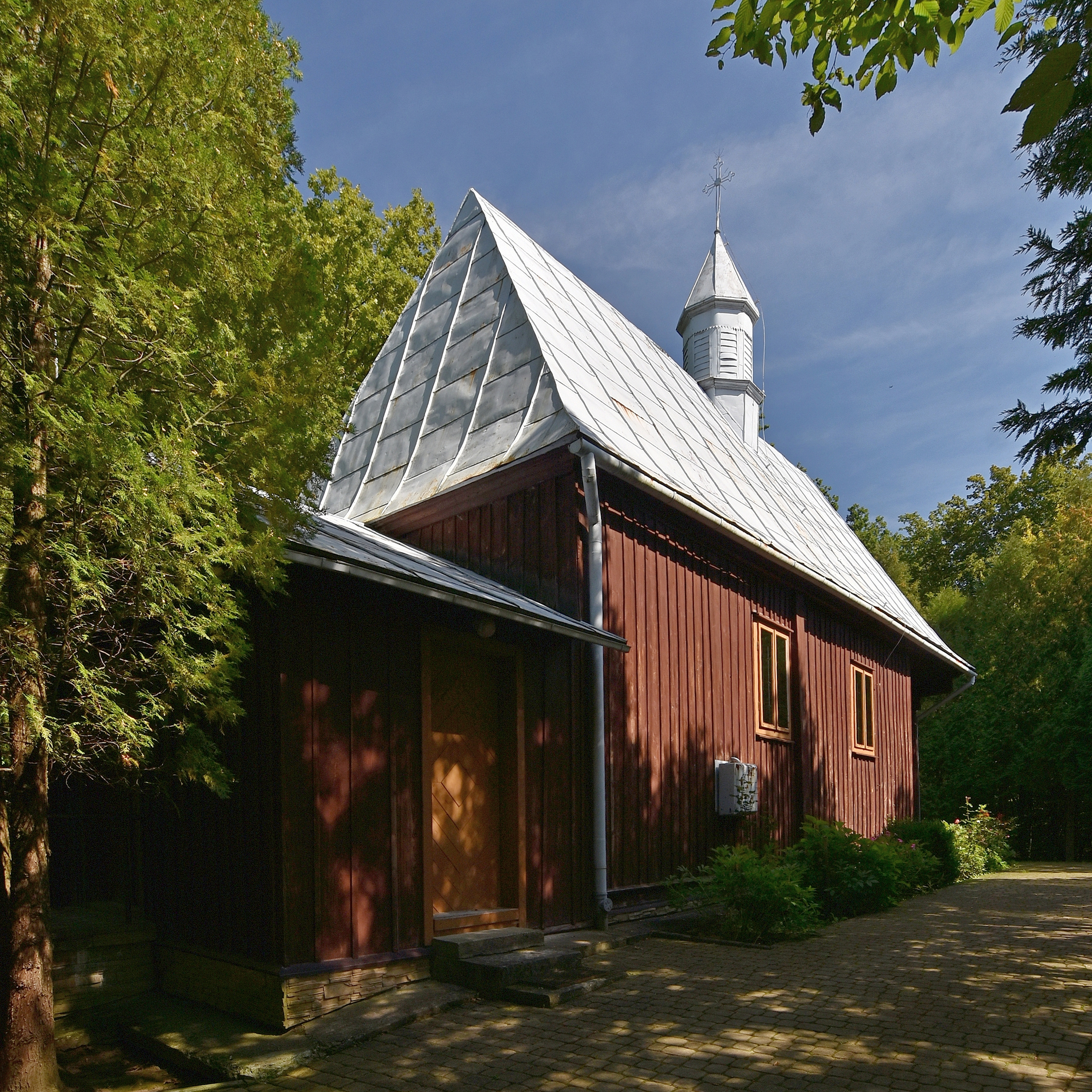
Kościół filialny w Witryłowie